# 憲兵も王様も居ない城
「憲兵も王様も居ない城」（けんぺいもおおさまもいないしろ）は、ASKAの楽曲。配信シングルとして、2018年7月25日に配信された。配信元はDADAレーベル。

## 背景
ASKAが2018年3月から8月まで実施した毎月1回の楽曲配信シリーズ、第5弾の作品である。
2019年2月6日～4月30日に行われたバンドツアー『ASKA CONCERT TOUR 2019 Made in ASKA』で初披露された。

## 収録曲
1. 憲兵も王様も居ない城 (5:14)
（作詞・作曲・編曲：ASKA）
「ここまで来たら、ずんと線を跨ぐ」をテーマとした楽曲[2]。
ポリスの「見つめていたい(Every Breath You Take)」を意識したという[3]。

## 参加ミュージシャン
- Piano：澤近泰輔
- Drums：村石雅行
- Bass：荻原基文
- Guitar：鈴川真樹
- Programming：鈴川真樹、藤山祥太

## 収録アルバム
- Breath of Bless